# Joseph-Adolphe Chauret
Joseph-Adolphe Chauret, né à Montréal le 5 août 1854 - mort à Montréal le 1er août 1918, est un homme politique et avocat québécois.
Il étudie au Collège de Montréal et à l'Université McGill. Il obtient un doctorat en droit honoris causa de l'Université Laval à Montréal en 1909.
Il exerce sa profession à Sainte-Geneviève-de-Pierrefonds (ouest de l'île de Montréal) et est secrétaire-trésorier du conseil municipal de Sainte-Geneviève-de-Pierrefonds de 1880 à 1904. Il a été le député du Parti libéral du Québecl pour la circonscription de Jacques-Cartier de 1897 à 1908.
Il est à l'origine du nom de la ville de Pierrefonds car en 1902, il fait construire une grande demeure qu'il nomme château Pierrefonds en s'inspirant de celui de Pierrefonds dans l'Oise, en France.